# Dollen (Adelsgeschlecht)

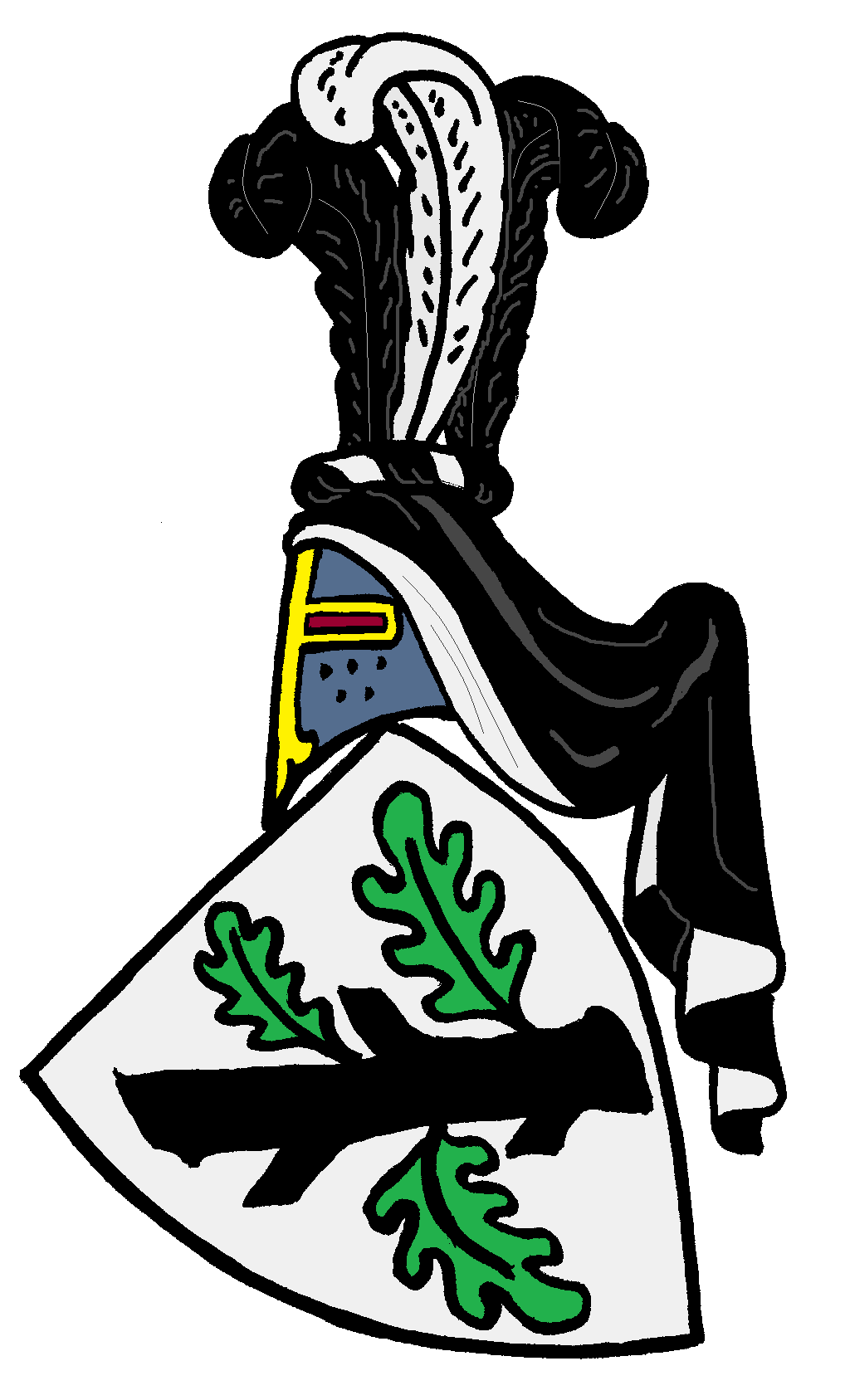
Stammwappen derer von der Dollen

Dollen ist der Name eines alten ursprünglich altmärkischen Adelsgeschlechts dessen Zweige zum Teil bis heute bestehen. Die Herren von der Dollen gelangten später auch in Mecklenburg, Pommern und Schlesien zu Besitz und Ansehen. Auf Grund einer Namens- und Wappenvereinigung führten einige Angehörige seit Mitte des 19. Jahrhunderts den Namen von der Dollen-Mellin.

## Geschichte

### Herkunft
Erstmals urkundlich erwähnt wird die Familie am 20. November 1288 zu Fehrbellin mit Christianus de Dolle. Mit der Urkunde verkauft Markgraf Albrecht von Brandenburg der Stadt Friedland das Übermaß (Beunde) der Dörfer Schwichtenberg, Klokow (heute Klockow, Ortsteil von Galenbeck) und Hagen. Christianus ist als Ritter (miles) Mitunterzeichner des Dokuments. Er erscheint bis 1304 urkundlich, auch als Kersten von der Dolle. Nach dem Jahrbuch des Deutschen Adels beginnt die ununterbrochene Stammreihe mit Joachim von der Dollen († 1583) auf Klein Luckow in der Uckermark, das Genealogische Handbuch des Adels beginnt die Stammreihe mit Egbert von der Dollen Mitte des 16. Jahrhunderts.
Die Ortschaft Dolle, das namensgebende Stammhaus des Geschlechts, ist heute ein Ortsteil der Gemeinde Burgstall im Nordosten des Landkreises Börde in Sachsen-Anhalt. Das Dorf erscheint bereits im Jahre 1221 erstmals urkundlich, als Papst Honorius III. dem Kloster Hillersleben seine Besitzungen bestätigt. Der Name Dolle ist slawisch und bedeutet „hinunter“ (slowakisch „dole“ – hinunter), was sehr verständlich ist, da es von Süden und von Norden in eine Talsenke geht, in der das Dorf liegt. Die Slawen wurden in der Altmark Wenden genannt.

### Ausbreitung und Linien
Nach Kneschke gehören auch der Ritter (miles) Busso de Dolla, der 1299 in dem Stifterbrief des Zisterzienserklosters Himmelpfort in der Uckermark erscheint, und Gerhard van der Dollen (Riddar), der 1320 in einem mecklenburgischen Brief genannt wird, sowie die 1352 urkundlich erscheinenden Busso, Rudolph und Woilke von der Delle, zur Familie. Ebenso Nesso von der Dollen, der 1380 Bürgermeister von Stettin wurde und 1400 verstarb. Der altmärkische Stamm erlosch Anfang des 16. Jahrhunderts, aber noch während des 15. Jahrhunderts gelangten Zweige der Familie in die Uckermark und von dort nach Mecklenburg und Pommern.
Joachim von der Dollen auf Klein Luckow, er verstarb 1583, heiratete Margarete von Schöning. Ihr Urenkel Bernhard von der Dollen (1672–1732) auf Klein Luckow und Weißen Klempenow war der Stammvater der beiden Linien der Familie. Sein Sohn Bernhard, aus der Ehe mit Barbara Sophie von Gühlen, stiftete die erste Linie und dessen Bruder Levin die zweite Linie.

#### 1. Linie
Bernhard von der Dollen (* 1702) auf Klein Luckow und Preetz (heute Preetzen, Ortsteil von Liepen) wurde preußischer Oberstleutnant im Husarenregiment „von Saß“. Er heiratete Elisabeth von Walpergen und starb 1788 zu Preetz. Sein Erbe wurde Sohn Friedrich Wilhelm von der Dollen (* 1754), der 1831 als preußischer Oberstleutnant außer Dienst verstarb. Er erhielt 1793, nach dem Gefecht bei Rheindürkheim, den Orden Pour le Mérite. Seiner 1801 geschlossenen Ehe mit Charlotte Ulrike Gräfin von Mellin (1776–1864) entsprossen fünf Kinder, drei Söhne und zwei Töchter.
Die älteste Tochter Auguste Emma Ulrike starb 1827, noch vor ihren Eltern. Die drei Söhne erhielten 1854 eine Genehmigung zur Vereinigung ihres Namens und Wappens mit den ihrer Mutter als von der Dollen-Mellin (siehe dort). Ludwig Wilhelm Edwin von der Dollen-Mellin (1806–1879), der zweite Sohn, wurde preußischer Major. Er diente zuletzt im 38. Infanterieregiment. Aus seiner Ehe 1839 geschlossenen Ehe mit Marie von Pawel-Rammingen (* 1819) ging die Tochter Alice (1840–1896) hervor. Rudolf von der Dollen-Mellin (* 1815), der jüngste Sohn von Friedrich Wilhelm und Charlotte Ulrike, wurde preußischer Major und war zuletzt Bezirkskommandeur von Berlin. Seine 1847 geschlossene Ehe mit Franziska Asche (1825–1890) blieb kinderlos. Mit seinem Tod am 7. Februar 1890 zu Dresden erlosch die Linie.

#### 2. Linie
Levin von der Dollen (* 1720), der Stifter der zweiten Linie, starb 1768 als preußischer Oberforstmeister und Leutnant außer Dienst. Sein Sohn aus der Ehe mit Helene Charlotte Bollhagen († 1796), Ludwig von der Dollen (1757–1829) auf Pomellen und Ladenthin (heute Ortsteil von Grambow) im ehemaligen Landkreis Randow wurde preußischer Leutnant im Dragonerregiment „Ansbach-Bayreuth“. Er heiratete 1790 Johanna Friderike von Loeper (1759–1839) und hinterließ zwei Söhne. Der jüngere Sohn Hugo Ottmar (* 1795), preußischer Major, starb 1873 zu Anklam. Seine Ehe mit Louise Karoline Wilhelmine Gräfin von Schwerin (1810–1892) blieb kinderlos. Sein älterer Bruder Eduard (1791–1855) konnte die Linie, nach drei Ehen mit zahlreichen Kindern, fortsetzen.
Eduard von der Dollen auf Koprieben im Landkreis Neustettin wurde preußischer Major und diente zuletzt im Kürassier-Regiment „Königin“. Er heiratete 1820 in erster Ehe Henriette von Schmiedeberg (1790–1834). Mit ihr hatte er zwei Töchter und vier Söhne. Tochter Henriette heiratete 1854 den preußischen Regierungsrat und Hauptmann Wilhelm Höppner. Von den Söhnen war der älteste Bernhard von der Dollen (1823–1905) preußischer Oberst und Kommandeur des Altmärkischen Ulanen-Regiments Nr. 16. Er starb 1905 als Generalmajor zur Disposition. Seine drei Söhne aus erster Ehe mit Olga von Schmiedeberg (1829–1860) dienten alle als Offiziere in der Preußischen Armee. Sein Bruder Eduard von der Dollen (* 1826) wurde preußischer Oberst und war zuletzt Kommandeur des Schlesischen Füsilier-Regiments Nr. 38. Er hinterließ aus seiner 1833 geschlossenen Ehe mit Anna Friederike Christine von Portatius vier Kinder. Auch seine beiden Söhne standen in preußischen Militärdiensten. Der jüngste Bruder Theodor von der Dollen (1828–1866) starb als preußischen Hauptmann und Batteriechef an einer in der Schlacht bei Königgrätz am 3. Juli 1866 erlittenen Verwundung.
Aus der zweiten Ehe von Eduard mit Mathilde Gräfin von Schwerin (1811–1848), geschlossen 1835 zu Busow, kamen neun Kinder, vier Söhne und fünf Töchter. Seine dritte Ehe mit Bertha Gräfin von Schwerin (1805–1889) blieb kinderlos. Von den Töchtern aus zweiter Ehe heiratete Marie Mathilde (* 1841) den Divisionspfarrer der 3. Division Julius Klessen und ihre Schwester Mathilde Karoline (* 1845) den preußischen Geheimen Regierungs- und Landrat des Kreises Anklam Rudolf von Oertzen. Johannes von der Dollen (* 1836) auf Klockow im Landkreis Belgard, der erstgeborene Sohn, war preußischer Oberstleutnant im Feldartillerie-Regiment Nr. 24. Seiner Ehe mit Anna Gräfin Wachtmeister (* 1852) entsprossen ein Sohn und eine Tochter.

### Besitzungen
In Brandenburg war die Familie bereits 1375 zu Klockow bei Galenbeck, Klein Luckow (bis 1809) und Ringenwalde bei Templin besitzlich. In Pommern waren 1722 Käseke (heute Lindenhof, Ortsteil von Borrentin), 1725 bis 1767 Preetzen (heute Ortsteil von Liepen) bei Anklam, 1730 Weißen-Klempenow bei Demmin, 1786 bis 1831 Pomellen, 1788 Winterfelde (bis 1798) bei Greiffenhagen und Ferdinandstein (bis 1802), 1798 Eichwerder und Münchkappe bei Greiffenhagen und Ladenthin (bis 1831) sowie 1809 Ahlbeck bei Ueckermünde und 1844 Koprieben bei Neustettin in Besitz bzw. Teilbesitz der Familie.
In der ehemaligen Provinz Posen waren Angehörige der Familie 1850 zu Niemojewko bei Strelno begütert und in der Provinz Schlesien 1767 bis 1789 zu Jankawe, Neuwalde und Pinkotschine im Landkreis Militsch.

### Von der Dollen-Mellin
Ottokar Wilhelm Bernhard (1804–1864), Ludwig Wilhelm Edwin (1806–1879) und Rudolf Wilhelm Alfred von der Dollen (1815–1884), die Söhne von Friedrich Wilhelm von der Dollen (1754–1831) und dessen Frau Charlotte Ulrike (1776–1864), geborene Gräfin von Mellin und die letzte Vertreterin ihres Geschlechts in Preußen, erhielten am 18. Juni 1854 zu Sanssouci von König Friedrich Wilhelm IV. eine preußische Namens- und Wappenvereinigung mit denen der Grafen von Mellin als von der Dollen-Mellin durch Allerhöchste Kabinettsorder. Eine Diplomausfertigung hat nicht stattgefunden.

## Wappen

### Stammwappen
Das Stammwappen zeigt in Silber einen schrägrechts liegenden gestümmelten schwarzen Eichenast mit drei (2, 1) grünen Blättern. Auf dem Helm mit schwarz-silbernen Helmdecken drei (schwarz, silbern, schwarz) Straußenfedern.

### Wappen von der Dollen-Mellin
Die Wappenvereinigung von 1854 zeigt das Stammwappen belegt mit einem goldenen Herzschild darin ein blau-silbern geschachter Sparren (Wappen von Mellin). Das Wappen hat zwei Helme, rechts der Stammhelm, auf dem linken mit blau-goldenen Decken der mit fünf abwechselnd roten und silbernen Straußenfedern besteckte Sparren (Helm von Mellin).

### Wappengeschichte
Das Wappen erscheint auf Abdrücken von Petschaften. Nach Brüggemann Ausführliche Beschreibung des gegenwärtigen Zustandes des Königlich-Preußischen Herzogtums Vor- und Hinterpommern. (1779) 1. Teil, Seite 149, zeigt das Wappen der Dollen im silbernen Feld einen von der rechten zur linken aufgerichteten schwarzen Ast mit drei grünen Zweigen, von welcher sich zwei an der rechten und einer an der linken Seite des Astes befinden. Auf dem Helm drei Straußenfedern, wovon die zur rechten rot, die mittlere gold und die zur linken blau ist. Die Helmdecken sind rot, blau, gold und schwarz. Meding beschreibt das Wappen in seinen Nachrichten von adelichen Wapen (1788) Band 2, S. 133, nach einem Siegel aus dem 15. Jahrhundert. Es zeigt einen ausgerissenen oben abgehauenen dicken Stamm der an jeder Seite zweimal geastet ist und an welchem neben jeden Ast ein grünes Blatt hervor kommt.
Im Neuen preussische Adelslexicon (1836) Band 1, S. 433, von Zedlitz-Neukirch führen die von der Dollen im silbernen Schild einen schwarzen Ast mit drei grünen Zweigen, zwei an der rechten, einen an der linken Seite des Astes. Auf dem Helm drei Straußenfedern (rot, gold, blau), die Helmdecken sind rot, gold, schwarz und blau. Im Pommerschen Wappenbuch. (1846), Band 2, S. 82–84, lautet die Blasonierung: Im silbernen Felde ein schräglinker abgehauener schwarzer Stamm mit drei grünen Blättern, oben drei- unten zweimal geastet. Auf dem Helm drei Straußenfedern, die rechte roth, die mittlere golden, die linke blau. Helmdecken schwarz-silbern.
Nach Kneschke Die Wappen der deutschen freiherrlichen und adeligen Familien. Band 2, S. 117–118 (1855), zeigt der Wappenschild in Silber einen schräglinks gelegten, abgehauenen, schwarzen Stamm, welcher auf der rechten (oberen) Seite zweimal, auf der linken (unteren) einmal geastete ist und aus jedem Ast unten ein grünes Blatt treibt. Auf dem Helm drei Straußenfedern (rot, golden, blau), die Helmdecken sind schwarz-silbern. Im Jahrbuch des Deutschen Adels. (1899), Band 3, S. 122–128, zeigt das Wappen in Silber einen senkrecht stehenden schwarzen Ast mit vier grünen Eichenblättern. Auf dem Helm mit schwarz-silberner Decke fünf Straußenfedern, drei silberne und dazwischen zwei schwarze.

## Namensträger
- Bernhard von der Dollen (* 1823; † 1905), preußischer Generalmajor